# Gorechtbuurt
De Gorechtbuurt is een van de vijf buurten van de Oosterparkwijk in de Nederlandse stad Groningen. De buurt wordt begrensd door het Oosterhamrikkanaal, de Petrus Campersingel, het Damsterdiep en de Zaagmuldersweg. Centraal in de buurt ligt de Gorechtkade, naamgever van de buurt.
De vijvers aan de Gorechtkade zijn het restant van het Gorechtkanaal, een kanaal dat in 1919 werd gegraven als verbindingskanaal tussen het Damsterdiep en het Oosterhamrikkanaal. Het kanaal werd overbodig na de aanleg van het van Starkenborghkanaal. De buurt zelf werd gebouwd in de jaren twintig van de twintigste eeuw. De straten zijn vrijwel allemaal vernoemd naar hoogleraren van de Groninger Academie. Tot de sloop in 1968 maakte ook het zogenaamde Rode Dorp deel uit van de buurt. 

## Beeldbepalende panden en monumenten

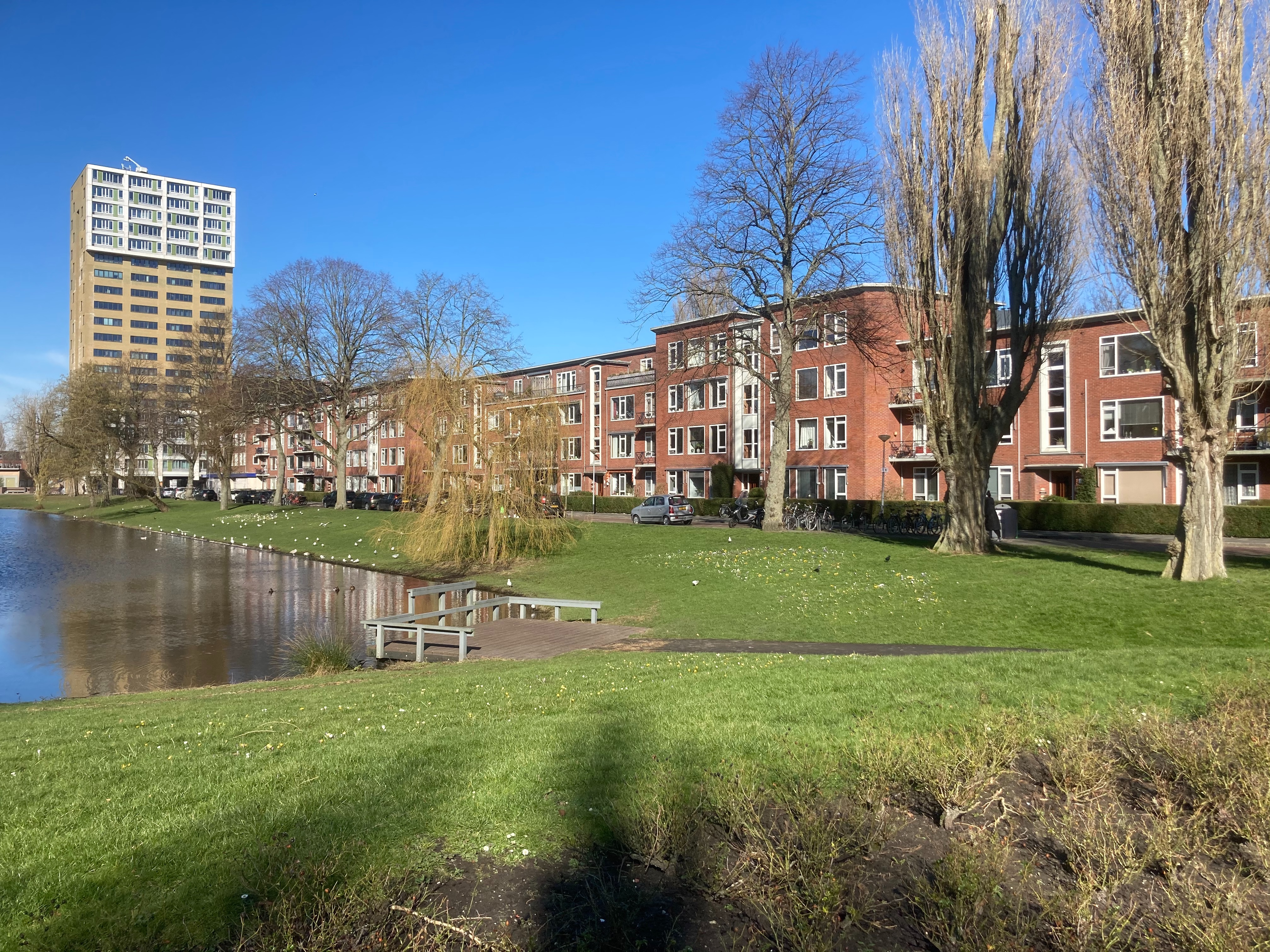
De Gorechtkade met op de achtergrond de Groenling

Op de hoek van de S.S. Rosensteinlaan en de E. Thomassen à Thuessinklaan staat de monumentale Oosterkerk. De westelijke grens van de buurt, de Petrus Campersingel is een beschermd stadsgezicht. Aan het begin van de singel staat het Typografengasthuis. Aan de noordoostelijke kant wordt de buurt gemarkeerd door de Wielewaalflat, een van de bouwwerken uit de wederopbouw die zijn aangemerkt als top monumenten. Sinds 2012 wordt de flat geflankeerd door De Groenling.

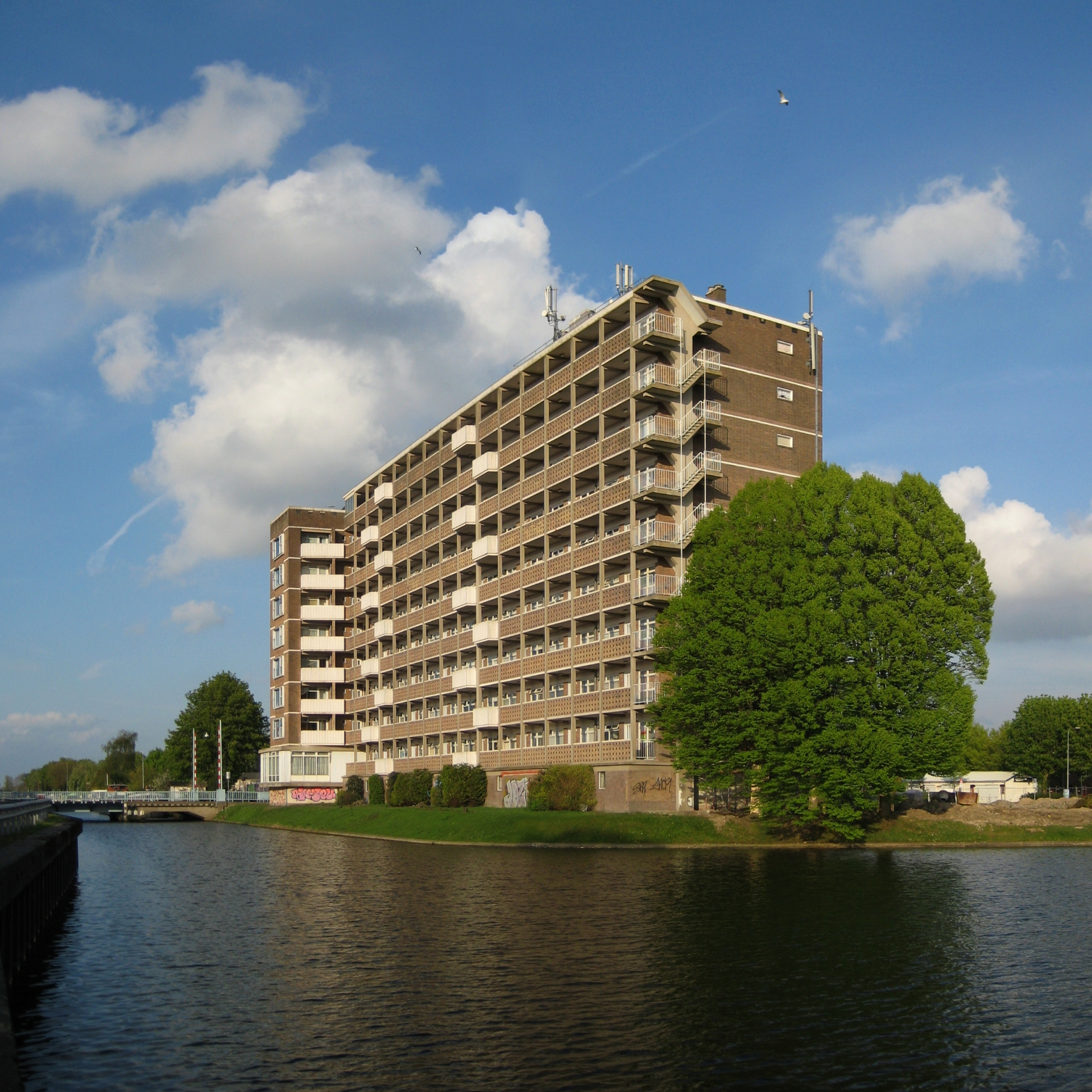
Wielewaalflat
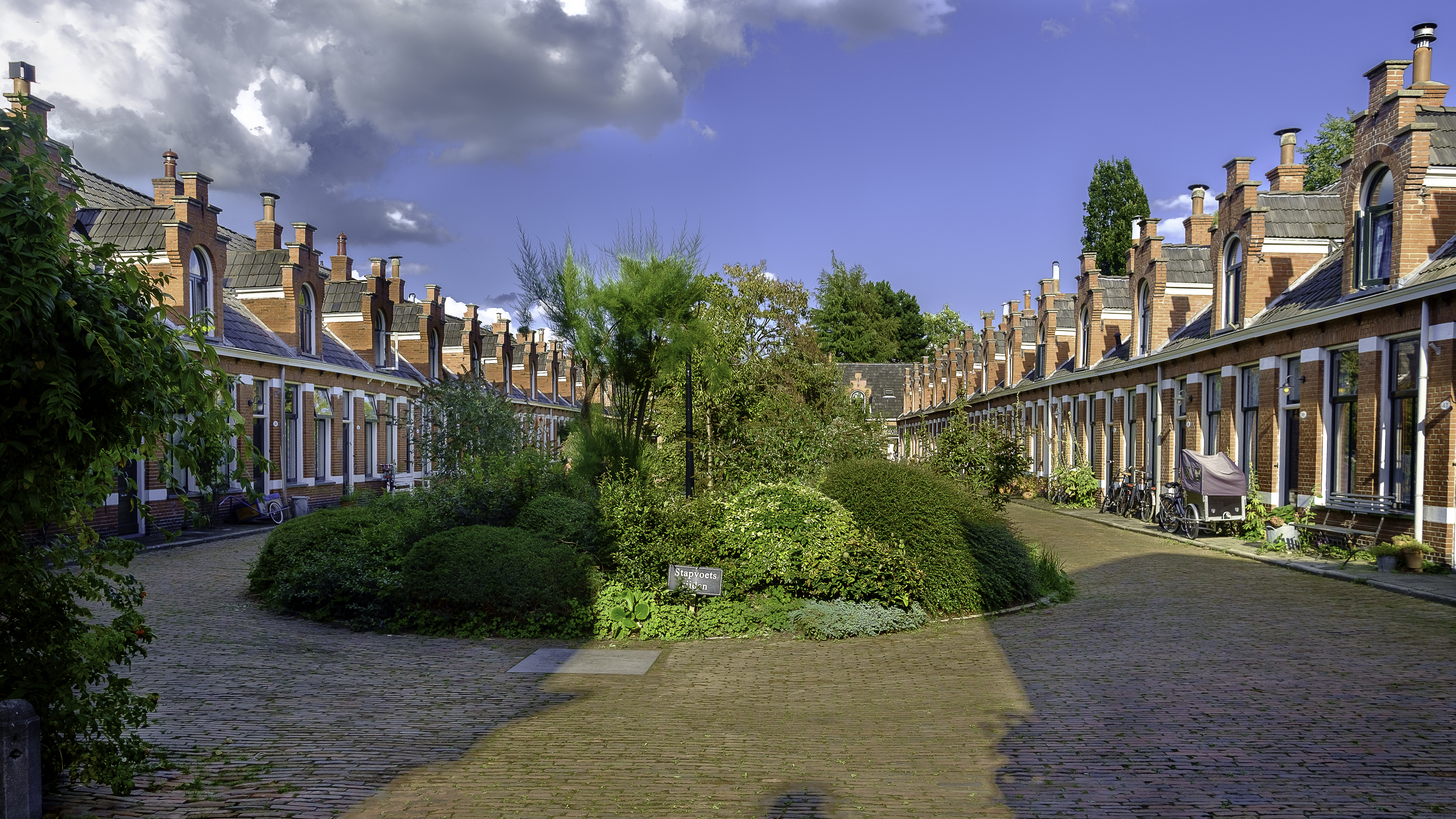
Typografengasthuis
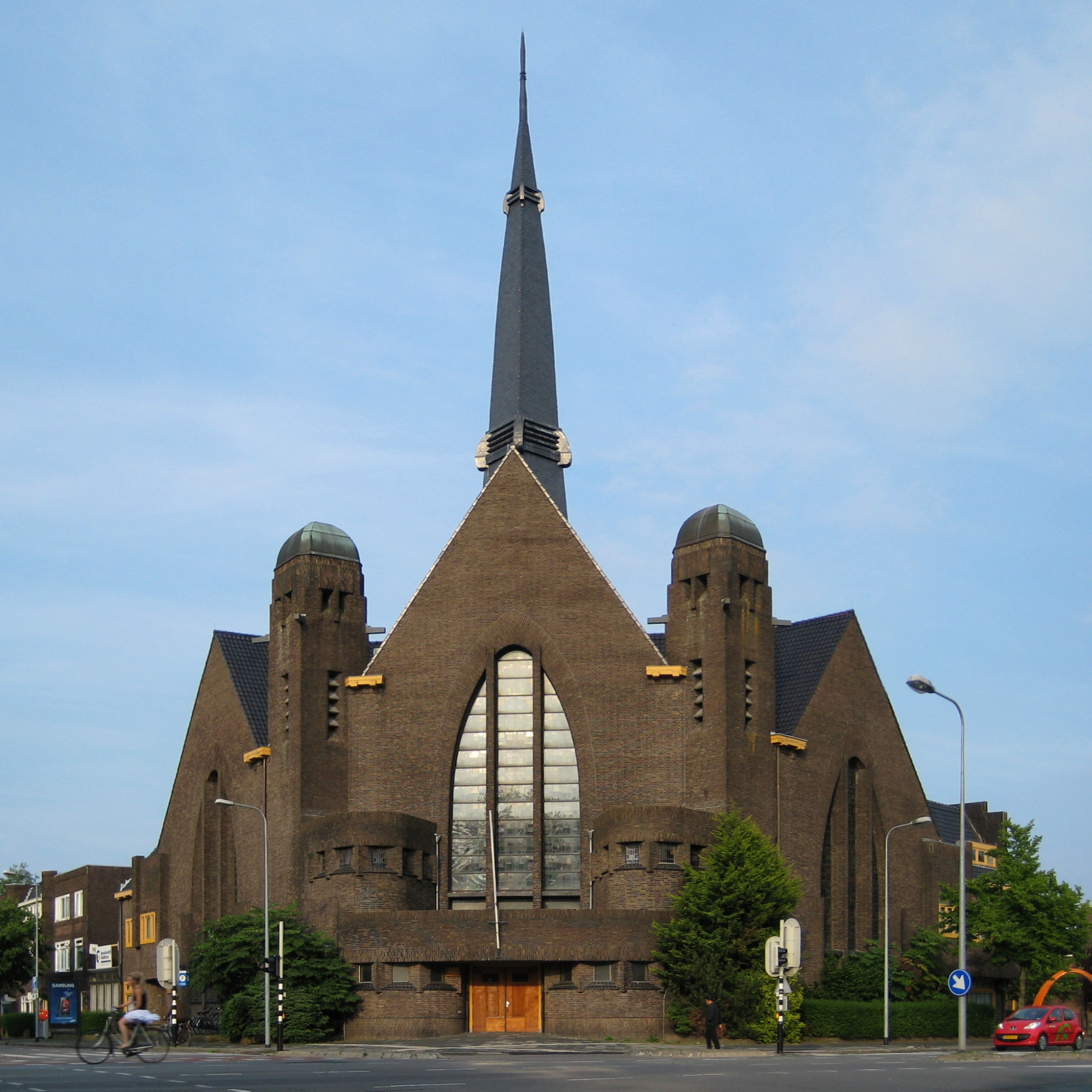
Oosterkerk

1. ↑  Inclusief het A-kwartier, Academiekwartier, Bisschopskwartier en Ebbingekluft
2. ↑  Inclusief Ruskenveen
3. ↑  Euvelgunne en Roodehaan zijn onderdeel van de MEER-dorpen, maar vallen onder de wijk Zuidoost
4. ↑  Inclusief de subbuurten De Wierden (waaronder het bouwblok Heemwerd), Rietlanden en Reitdiephaven
5. ↑  Voorheen Korrewegwijk genoemd
6. ↑  Voorheen Korrewegbuurt genoemd

1. 1 2  Tabel: Bevolking; maandcijfers per gemeente en overige regionale indelingen, 1 januari 2023, Centraal Bureau voor de Statistiek, Voorburg/Heerlen